# Korona królowych
Korona królowych, korona Jadwigi kaliskiej – insygnium koronacyjne królowych polskich wykonane pierwotnie dla Jadwigi, żony Władysława I Łokietka w 1320. Służyła jako insygnium koronacyjne polskim królowym od XIV do XVII wieku.
Była to jedna z pięciu koron królewskich, które w październiku 1795 zrabowali z Wawelu żołnierze armii pruskiej opuszczający Kraków. Do 1809 roku znajdowała się w berlińskim skarbcu Hohenzollernów. Później podobnie jak reszta polskich regaliów została rozbita i przetopiona. Z uzyskanego z niej złota w 1811 roku Prusacy wybili monety, a drogocenne klejnoty sprzedali.

## Opis korony

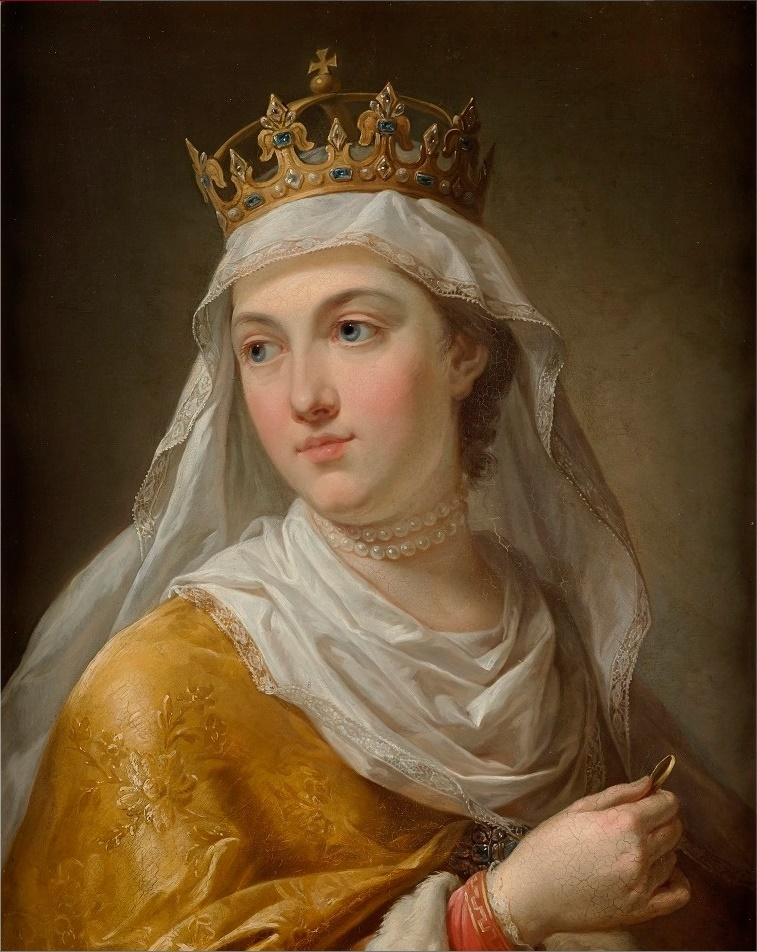
Królowa Jadwiga Andegaweńska w koronie królowych

Korona królowych składała się z ośmiu segmentów zwieńczonych liliami heraldycznymi, przedzielonych mniejszymi sterczynkami; całość zamykały dwa kabłąki, na których skrzyżowaniu umieszczona była kula z równoramiennym krzyżem. Lustracje Skarbca Koronnego na Wawelu z XVIII wieku wskazują, że ozdabiało ją 40 rubinów, 40 szafirów i 63 perły. Szesnastowiczny inwentarz wskazuje jednak, że korona królowych była przez pewien czas znacznie bogatsza w szlachetne kamienie i że ich liczba była większa niż tych, które umieszczono na koronie Chrobrego.
Wizerunek korony królowych znajduje się na portrecie Jadwigi Andegaweńskiej namalowanym w XVIII wieku przez Marcellego Bacciarellego do Pokoju Marmurowego na Zamku Królewskim w Warszawie.

## Królowe Polski koronowane koroną królowych
- 1320 Jadwiga kaliska
- 1333 Aldona Anna Giedyminówna
- 1341 Adelajda Heska
- 1417 Elżbieta Granowska
- 1424 Zofia Holszańska
- 1454 Elżbieta Rakuszanka
- 1512 Barbara Zápolya
- 1518 Bona Sforza
- 1543 Elżbieta Habsburżanka
- 1550 Barbara Radziwiłłówna
- 1553 Katarzyna Habsburżanka
- 1592 Anna Habsburżanka
- 1605 Konstancja Habsburżanka
- 1637 Cecylia Renata Habsburżanka
- 1647 Ludwika Maria Gonzaga
- 1670 Eleonora Habsburżanka
- 1676 Maria Kazimiera d’Arquien